# Historia de Suiza en la era romana

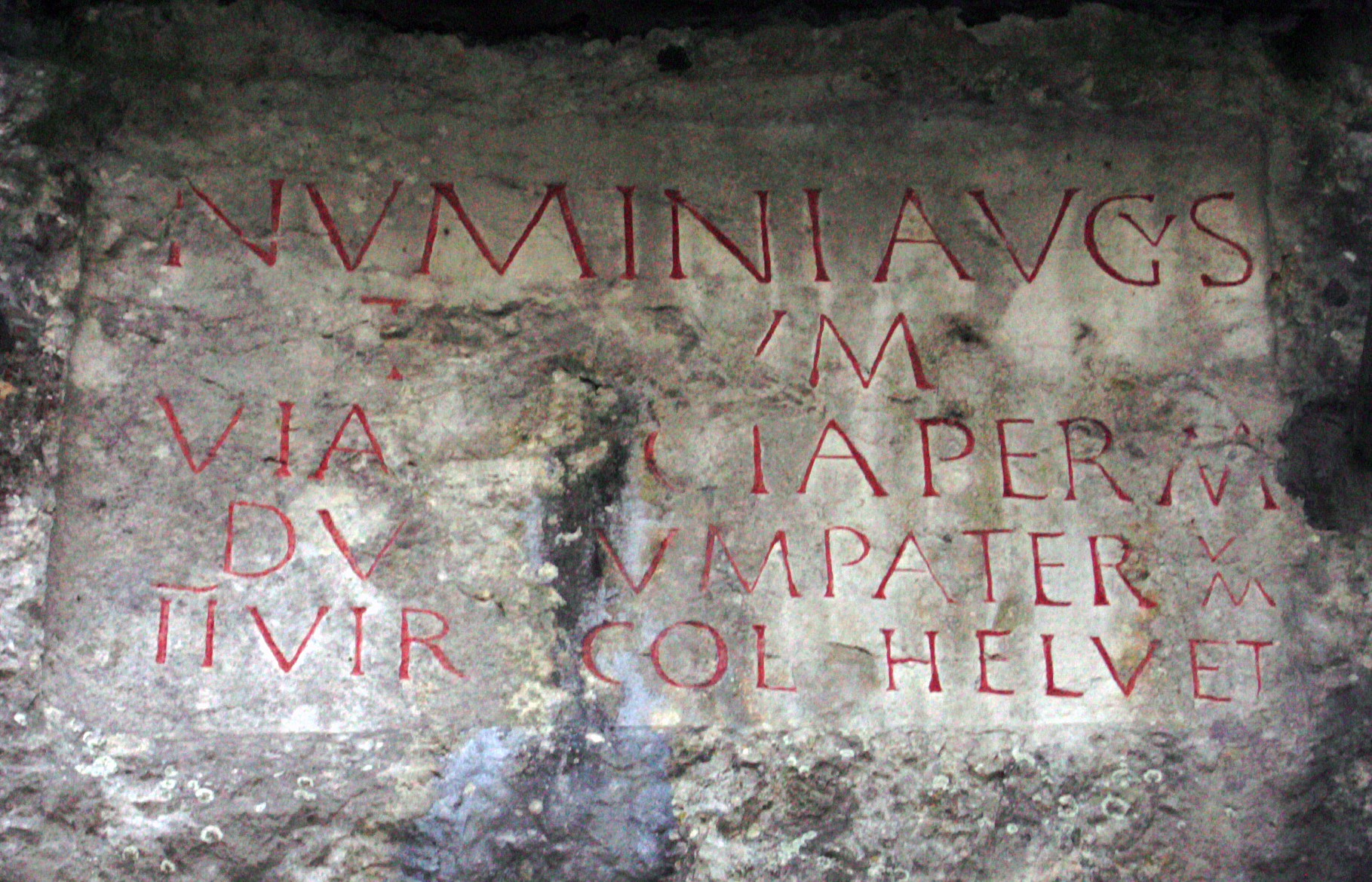
Inscripción romana en el Col de Pierre Pertuis, en el macizo del Jura, Suiza.

La historia de Suiza en la era romana comprende aproximadamente los seis siglos durante los cuales el territorio de la Suiza moderna formó parte de la República y el Imperio romano. Comienza con la conquista del área por parte de los ejércitos romanos a partir del siglo II a. C. y termina con la retirada de las fuerzas romanas, estableciendo la frontera en los Alpes en el siglo V de nuestra era.
Las tribus predominantemente de origen celta de la región fueron sometidas por las sucesivas campañas romanas, que buscaban el control de las rutas estratégicas que iban desde Italia a través de los Alpes hasta el Rin y la región de Galia. La más importante de estas campañas fue la victoria de Julio César sobre la tribu más grande, los helvecios, en el año 58 a. C. Bajo la paz romana, Suiza se integró sin problemas en el próspero Imperio al tiempo que los romanos asimilaban a la población celta, su aristocracia se involucraba en el gobierno local, se construía una red de caminos que conectara las ciudades coloniales recién establecidas y se dividía el área entre las provincias romanas.
La civilización romana comenzó a retirarse del territorio suizo cuando se convirtió de nuevo en una zona fronteriza después de la crisis del siglo III. El dominio romano de la mayor parte de Suiza cesó en el año 401 d. C., después del cual el país empezó a ser ocupado por los pueblos germánicos.

## Suiza antes de la conquista romana
Suiza no existía como una entidad política o cultural antes del surgimiento de la Antigua Confederación Suiza en la Edad Media, pero aquellos territorios dentro de los límites naturales de los Alpes al sur y al este, el lago Lemán y el Ródano al oeste y el Rin al norte fueron reconocidos como un territorio contiguo por Julio César.
Esta zona —la meseta suiza— comenzó a ser habitada principalmente por pueblos celtas, de los cuales las cinco tribus de los helvecios fueron las más numerosas, aunque también destacaron los rauracianos en el noroeste de Suiza cerca de Basilea, los alóbroges en Ginebra y los nantuates, sedunos y veragros en el cantón del Valais. Además, los leponcios se establecieron en el cantón del Tesino y los recianos controlaban los Grisones, así como grandes áreas a su alrededor.

## La conquista romana

### Contacto inicial
La primera parte de lo que hoy es Suiza en sucumbir ante Roma fue el sur del Tesino, que fue anexado después de la victoria romana sobre los insubres en 222 a. C. El territorio de los alóbroges cerca de Ginebra quedó bajo el poder de los romanos hacia el año 121 a. C. y fue incorporado a la provincia de Galia Narbonense antes de la Guerra de las Galias (58-51 a. C.).
En torno al año 110 a. C., dos tribus helvecias bajo el mando de Divicón —los tigurinos y los tugenios, en ocasiones identificados con los teutones— se unieron a la tribu germánica de los cimbros en su desplazamiento hacia el oeste. Durante la guerra cimbria derrotaron a una fuerza romana bajo el mando de Lucio Casio Longino cerca de Burdigala en 107 a. C., pero después de la victoria romana sobre los teutones en Aquae Sextiae en 102 a. C., los tigurinos se marcharon para asentarse en la meseta suiza.

### Derrota de los helvecios
En 61 a. C., los helvecios, comandados por Orgétorix, decidieron abandonar sus tierras y trasladarse al oeste, y quemaron sus antiguos asentamientos —doce oppidum, según Julio César, y unas cuatrocientas aldeas. Fueron decisivamente derrotados por Julio César en la Batalla de Bibracte en 58 a. C. Después de rendirse, Julio César envió a los helvecios a sus hogares, concediéndoles el estatus de foederati o aliados romanos, pero no sometiéndolos todavía por completo a la soberanía romana.
Las medidas de Julio César buscaban controlar el territorio al oeste del Jura y el Rin, así como bloquear las posibles rutas de incursión desde el este a lo largo del Jura. Los recianos, descritos por Estrabón como salvajes guerreros, continuaron mandando incursiones hacia la meseta suiza y los romanos se vieron forzados a hacerles frente. Para ese fin, Julio César encomendó a los helvecios y los rauracios defender su territorio y establecer dos colonias de veteranos: una, la Colonia Iulia Equestris (hoy Nyon) a orillas del lago Lemán y la otra con la ayuda de Lucio Munacio Planco al noroeste de Suiza, predecesora de Augusta Raurica, fundada por César Augusto aproximadamente en el año 6 d. C.

### Conquista de los Alpes

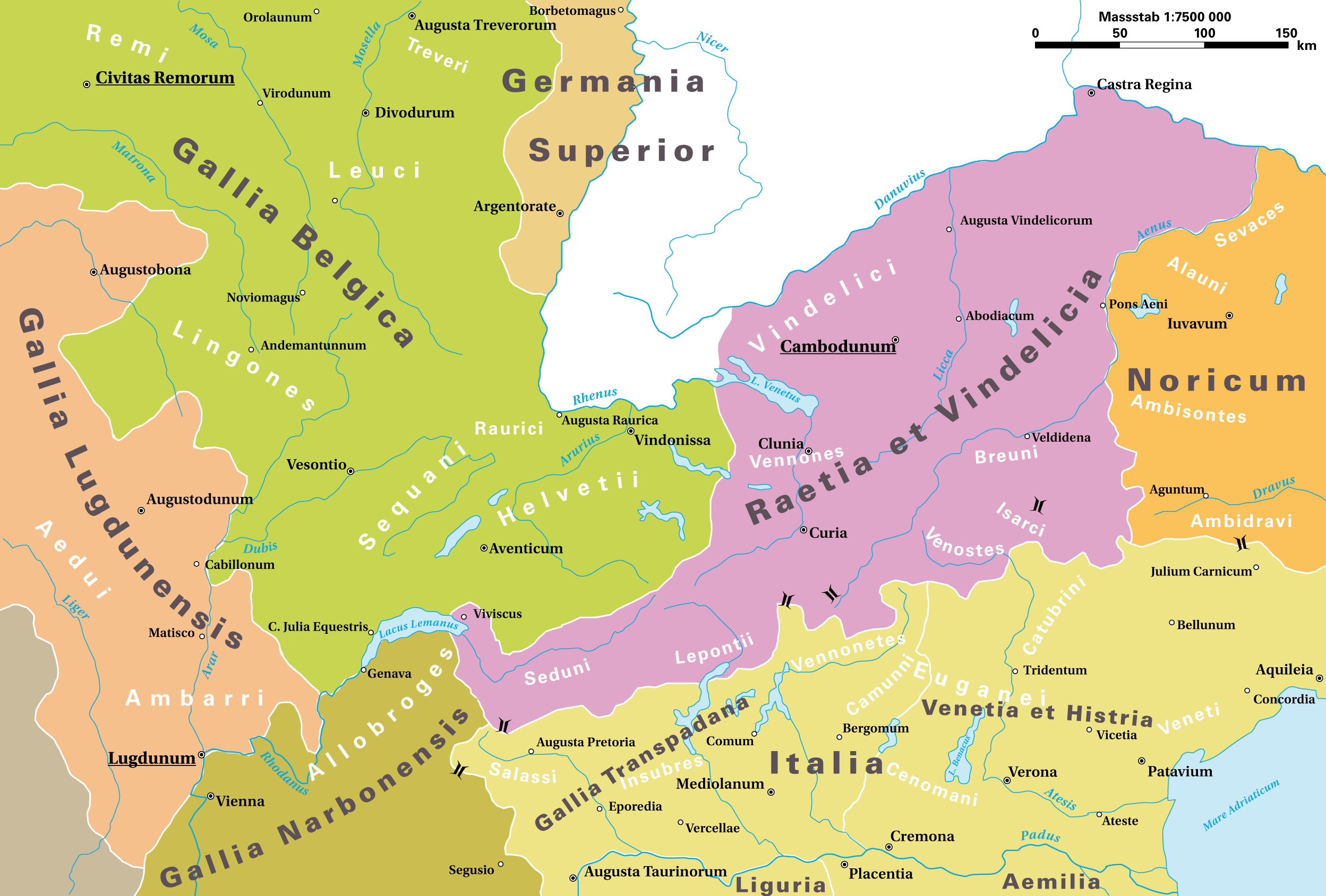
Europa central en el año 14 d. C. Suiza estaba dividida entre las provincias de Recia y Vindelicia y Galia Bélgica.

El intento de Julio César de abrir el paso del Gran San Bernardo para el tránsito romano fracasó en el año 57 a. C. debido a la fuerte oposición de los veragros de la zona. Su sucesor, César Augusto, llevó a cabo otras campañas más exitosas en busca del control sobre la región alpina, dado que el rápido desarrollo de Lugdunum (Lyon) hacía que fuera una prioridad el establecimiento de una ruta rápida y directa de Galia a Italia.
En 25 a. C., un ejército bajo el mando de Aulo Terencio Varrón Murena aniquiló a los salasos en el valle de Aosta. En algún momento entre los años 25 y 7 a. C., ya sea después de la campaña de Aosta o, con mayor probabilidad, durante la conquista de Recia en 15 a. C., otra campaña sometió a las tribus celtas del Valais y abrió el paso del Gran San Bernardo.
La conquista fue consecuencia de la necesidad augustana de asegurar las fronteras imperiales. Para establecer efectivamente a los Alpes como el escudo del norte de Italia, Roma necesitaba controlar ambos flancos de la cadena montañosa. Por lo tanto debía extender su dominio al Rin y al Danubio, abriendo así además una ruta directa a la Germania Magna y a toda Europa central. El último obstáculo en dicha ruta eran los recianos. Después de una primera expedición contra ellos comandada por Publio Silio Nerva en 16 a. C., una campaña más completa de parte de Druso el Mayor y del futuro emperador Tiberio dejó a los recianos —y por consiguiente a toda Suiza— firmemente bajo el control de los romanos.
El Trofeo de los Alpes, construido por Augusto en 7 a. C. para conmemorar su conquista de los Alpes, menciona entre los pueblos derrotados a las tribus de Recia y del Valais, pero no a los helvecios. Aparentemente fueron absorbidos de forma pacífica por el imperio durante el primer siglo de nuestra era, excepto por su participación en los conflictos del año de los cuatro emperadores, en 69 d. C.

## Suiza romana
La historia de Suiza bajo el dominio romano fue, desde el periodo augustano hasta el año 260 de nuestra era, un periodo de paz y prosperidad excepcionales. La paz romana fue posible gracias a la protección de las distantes fronteras imperiales y a una pacífica romanización de la población local. Los romanos urbanizaron el territorio con numerosos asentamientos y construyeron una red de calzadas de alta calidad para conectarlos, lo que permitió la integración de Helvecia en la economía imperial.

### Asentamientos romanos

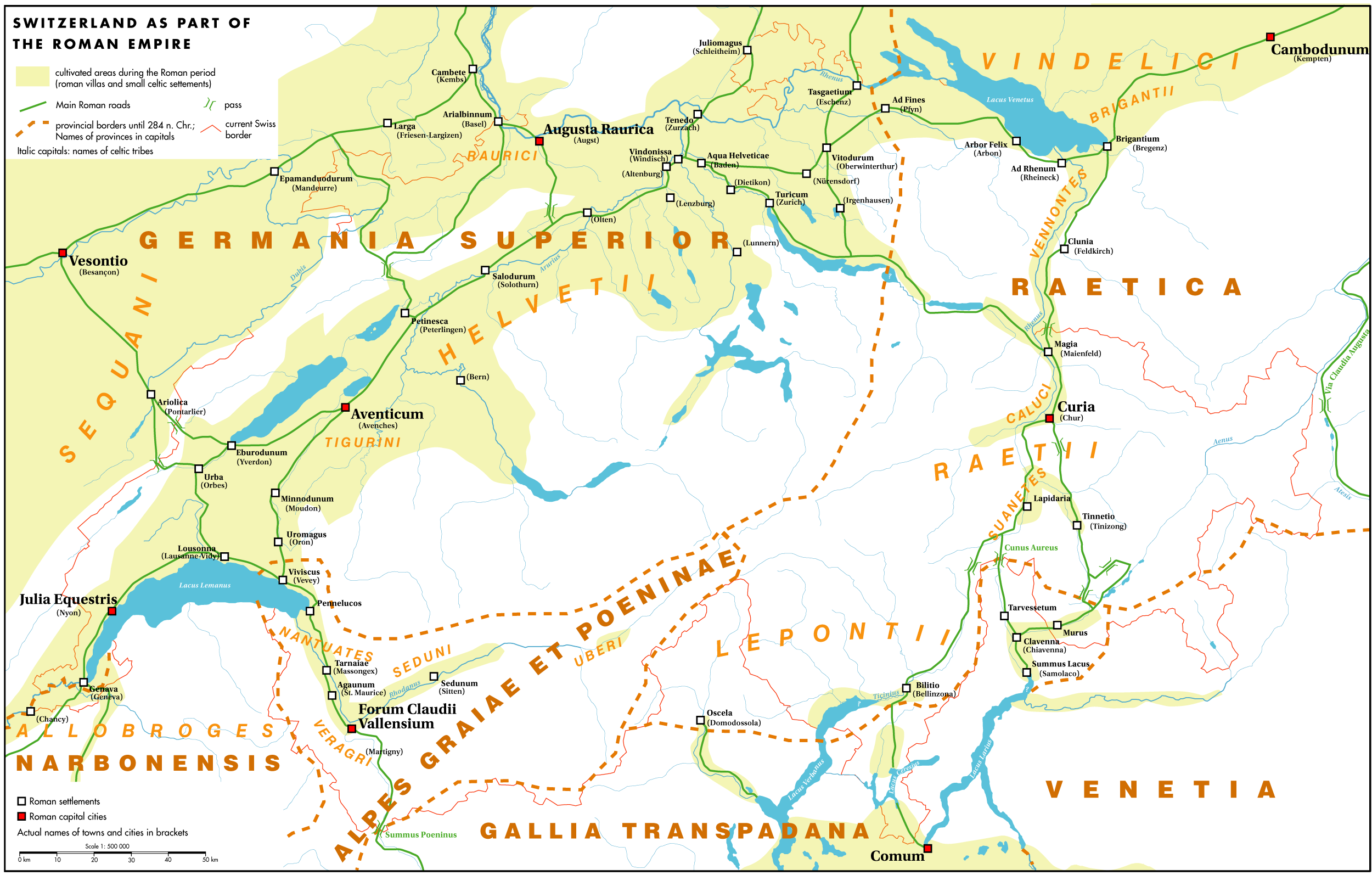
Fronteras políticas y asentamientos en el área de Suiza, entre los años 90 y 284.

Aunque la presencia romana siempre fue fuerte en los Alpes, donde era crucial mantener abierta la conexión entre el norte y el sur, la meseta suiza realmente no sintió su influencia hasta décadas después de la conquista. Los principales asentamientos romanos en Suiza eran las ciudades de Iulia Equestris (Nyon), Aventicum (Avenches), Augusta Raurica (Augst) y Vindonissa (Windisch). También se han hallado evidencias de la existencia de casi veinte aldeas romanas (vici) establecidas entre los siglos I y III de nuestra era, así como cientos de villas de diferentes tamaños construidas en las regiones occidental y central de la meseta suiza. Entre las vici conocidas, y sus equivalentes actuales, se encuentran:
- en la Romandía: Eburodunum (Yverdon-les-Bains), Genava (Ginebra), Lousonna (Lausana), Minnodurum (Moudon), Urba (Orbe), Uromagus (Oron-la-Ville), Viviscus (Vevey);
- en el Valais: Acaunum o Agaunum (San Mauricio), Forum Claudii Vallensium (Martigny), Pennelocus, Sedunum (Sion), Tarnaiae (Massongex);
- en el centro y norte: Aquae Helveticae (Baden), Ad Fines (Pfyn), Berna, Arialbinnum (Basilea), Cambiodunum (Irgenhausen), Dietikon, Iuliomagus (Schleitheim), Kempraten, Lenzburg, Lunnern, Olten, Petinesca (Payerne), Col de Pierre Pertuis, Salodurum o Solodurum (Soleura), Tasgetium o Tasgaetium (Eschenz), Tenedo (Bad Zurzach), Turicum (Zúrich), Vitudurum o Vitodurum (Winterthur);
- en Recia: Ad Rhenum (Rheineck), Arbor Felix (Arbon), Bilitio (Bellinzona), Curia (Coira), Magia (Maienfeld), Lapidaria, Tinnetie o Tinnetio (Tinizong-Rona).

Las colonias de Nyon y Augusta Raurica recibieron poca influencia cultural al principio. Después de que el ejército romano sufriera derrotas en Germania en los años 12-9 a. C. y 6-9 d. C., la frontera se retrasó hasta el Rin y fue vigilada por ocho legiones, una de las cuales, originalmente llamada Legio XIII Gemina, estaba establecida en el campamento permanente de Vindonissa (Windisch).
Aventicum (Avenches) probablemente era la capital de los helvecios desde su fundación a comienzos del siglo I. En los años 40, se benefició del tráfico proveniente del paso de San Bernardo con una calle que fue expandida por Claudio, y en 71 adquirió el estatus de colonia romana y ciudad aliada. Se cree que esto fue un favor de Vespasiano para la ciudad en la que había vivido por un tiempo, o una medida para tener un mejor control de los helvecios después de los eventos del año 69, al implantar una colonia de veteranos en el lugar.

### Divisiones administrativas
Los Alpes fueron administrados primero por un legado establecido en Augsburgo y después por el procurador de la nueva provincia de Recia. El Valais fue separado de Recia por Claudio en 43 d. C. y anexado con la provincia de Alpes Graiae para formar una nueva provincia, la de Alpes Peninos.
En cuanto a la meseta suiza, su parte occidental y central hasta Ad Fines (Pfyn) fue parte administrativamente de la provincia de Bélgica, y para propósitos militares, de la Germania Superior. Su parte oriental perteneció a Recia.
Esta división, establecida por Augusto en el año 22 a. C., fue acompañada por una redistribución de las áreas de asentamiento de las tribus. Permanecieron esencialmente sin cambios hasta las reformas de Diocleciano en el siglo III, cuando había partes de Suiza que pertenecían a las provincias de Secuania, Viena, Recia Prima, Liguria y los Alpes Peninos.

### Gobierno
Las colonias de Nyon, Aventicum y Augusta Raurica fueron gobernadas bajo constituciones republicanas similares a las de Roma. La mayoría de las funciones gubernamentales eran ejecutadas por un par de magistrados, los duoviri, elegidos anualmente primero por todos los ciudadanos mayores de 25 años, y posteriormente por el consejo ciudadano u ordo decurionum. Los cien miembros de este consejo, que correspondía al Senado romano, eran seleccionados por los duomviri de entre antiguos oficiales o sacerdotes según su riqueza, y ocupaban el cargo de forma vitalicia.
Augusta Raurica y Aventicum también eran las civitates, o capitales, de las tribus de los rauracios y helvecios, respectivamente. En dicha capacidad, los magistrados de Aventicum, o duoviri coloniae Helvetiorum, también gobernaban a la totalidad de la población helvecia, la cual tenía el estatus legal de incolae («habitantes») y contaba con el derecho latino. Los derechos de los colonos romanos, o coloni, eran representados por una autoridad especial, los curatores colonorum Aventicensum («Jefes de los colones de Aventicum»). Además, los ciudadanos romanos de todo el territorio establecieron la cives Romani conventus Helvetici («Asociación de ciudadanos romanos en Helvecia»).
La civitas («comunidad tribal») de los helvecios era similar a aquella de las tribus celtas del Valais, y terminaron fusionándose en una sola civitas Vallensis probablemente alrededor de año 40, y estableciendo a Forum Claudii Vallensium (Martigny) como su capital. Algunas partes del Tesino pertenecieron a la colonia de Comum (Como), fundada en el siglo I. A nivel local, las unidades administrativas básicas eran los vici, en reemplazo de las tribus o pagi helvecios, que fueron disueltos tras la colonización. Estas aldeas disfrutaban de cierta autonomía y eran gobernadas por magistrados (magistri o curatores) elegidos por el pueblo.
Aunque el sistema gubernamental en el centro y occidente de Suiza, como se mencionó anteriormente, está bien documentado, no se conoce nada sustancial acerca del sistema político y administrativo en el este de Recia. No obstante, los documentos de la época señalan que un gran número de nobles locales ocupaban puestos políticos y religiosos en Recia, lo que indica que los romanos cooptaron exitosamente a la élite local.

### Cultura y sociedad

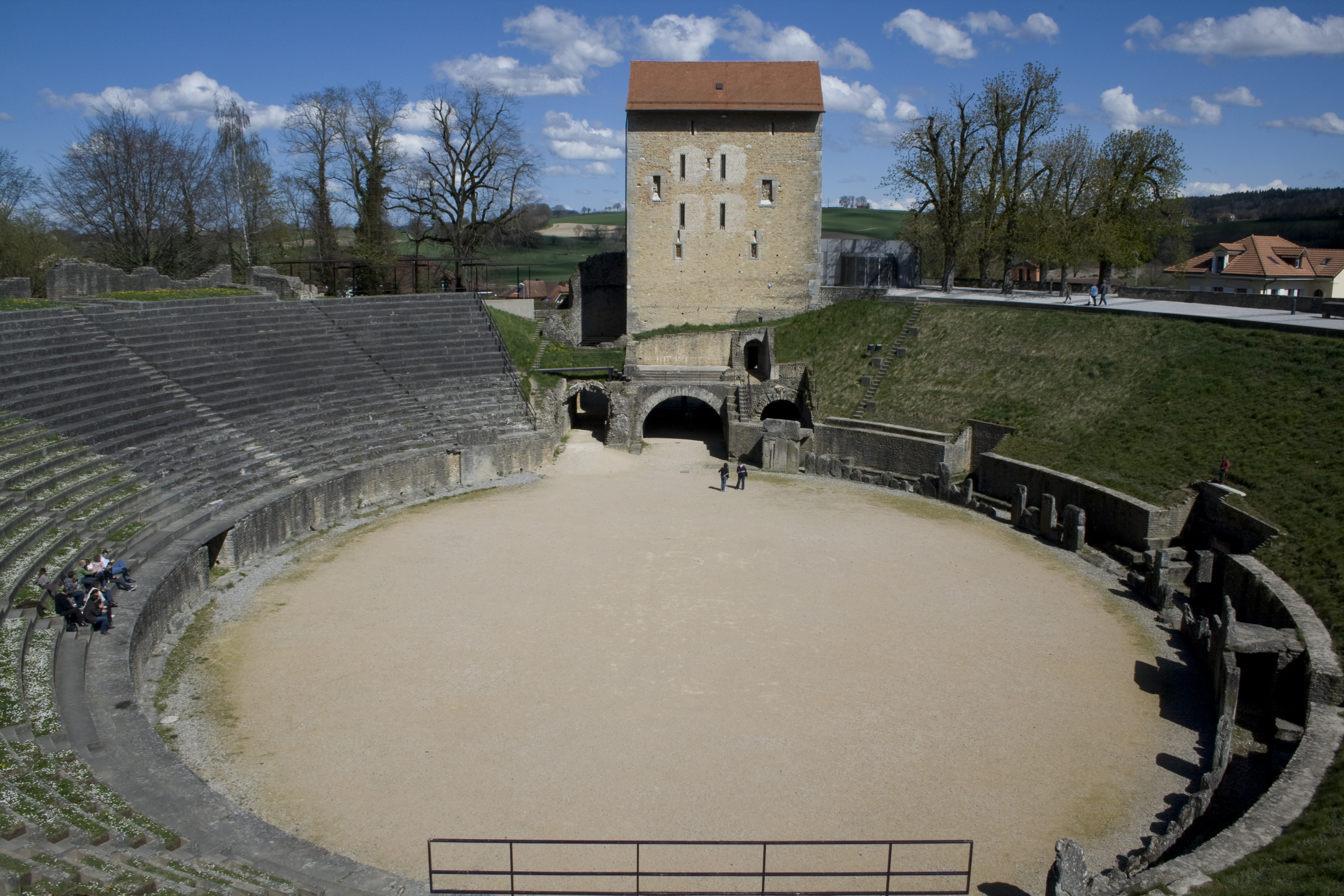
La arena de Aventicum

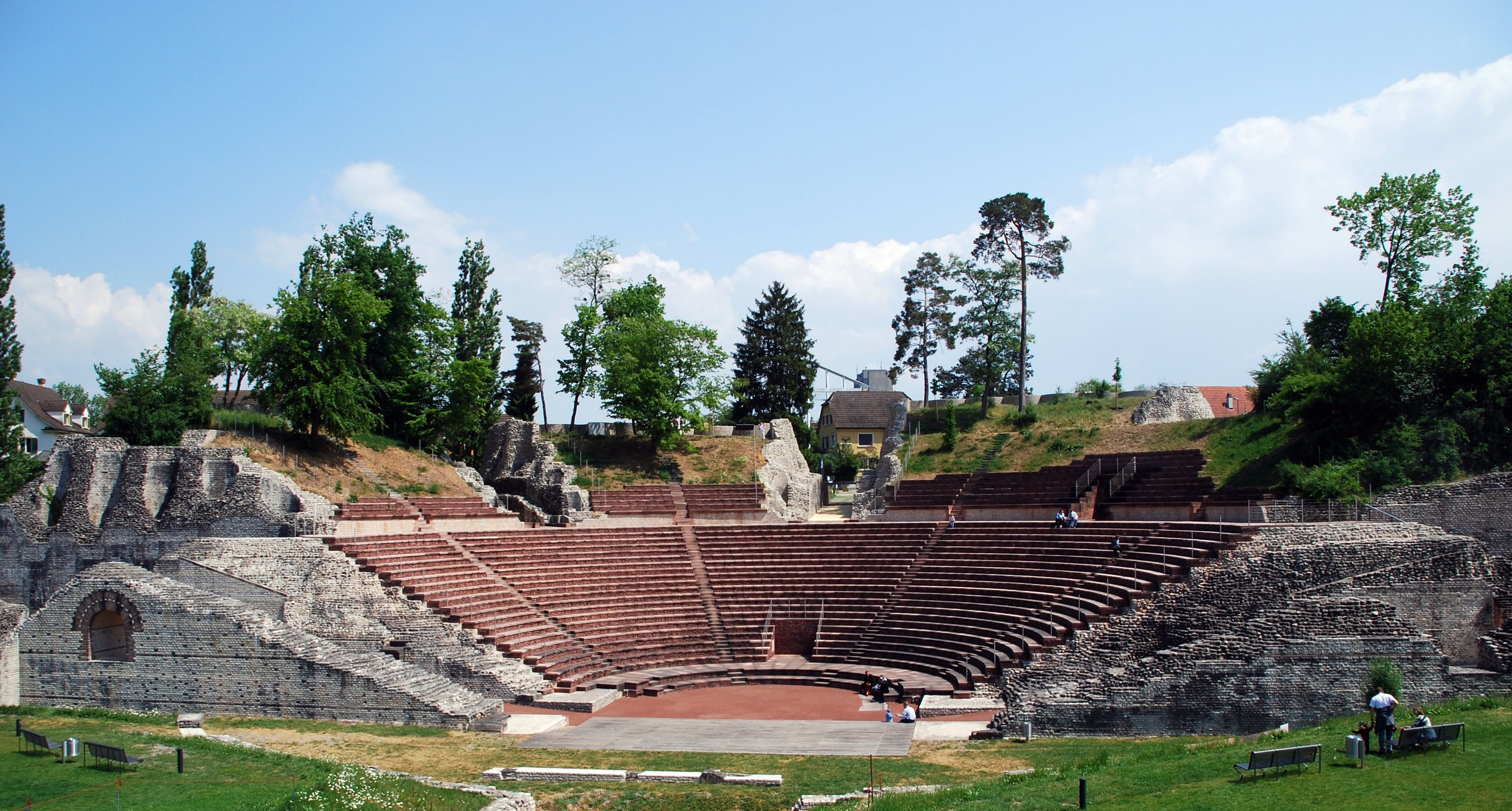
El teatro de Augusta Raurica

Se han hallado vestigios de la cultura romana como baños, calefacción por suelo radiante y bienes importados (vasijas de cerámica, cristalería, íconos religiosos y obras de arte) aun en las viviendas más pobres de la era romana, lo que indica que la romanización sucedió en todos los niveles sociales. Había termas romanas en todas las poblaciones, y templos con teatros integrados —donde ocurrían combates entre animales o gladiadores— en la mayoría.
Aunque aparentemente la imposición de la cultura romana a las poblaciones locales se llevó a cabo sin problemas y de forma plena, las tradiciones celtas no desaparecieron por completo, lo que resultó en una fusión de la cultura romana con la local que se reflejó en todos los aspectos sociales. El latín, el idioma utilizado por el gobierno y para la enseñanza, reemplazó solamente de forma gradual a los dialectos celtas locales en la vida diaria. Las obras de arte e íconos religiosos de la región en aquella época muestran influencias del arte celta ornamental, el arte greco-romano clásico e incluso estilos orientales de los confines del imperio. Un incentivo importante para que la gente local aceptara la romanización era la expectativa de obtener algún grado de ciudadanía romana y los derechos que ello implicaba, incluyendo el derecho al voto, a ocupar cargos públicos y a alistarse en el servicio militar.
Los cientos de villas romanas localizadas en Suiza, algunas de ellas muy lujosas, son prueba de la existencia de una clase alta de terratenientes adinerados y cultos. Muchas villas pertenecían no solo a inmigrantes romanos, sino también a la aristocracia celta que continuó poseyendo sus tierras y su estatus después de la conquista romana. De las clases inferiores se sabe menos, aunque existen inscripciones que prueban la existencia de collegia («gremios») de capitanes navales, médicos, educadores y comerciantes, así como de la existencia del tráfico de esclavos.

### Religión

#### Politeísmo

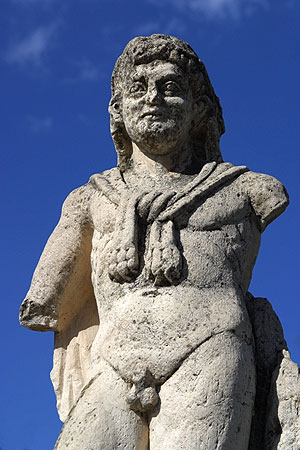
Estatua de Hércules en Augusta Raurica

Durante el curso de la romanización, el politeísmo celta de las tribus locales se sincretizó con la religión romana. Las deidades celtas llegaron a ser adoradas con los nombres de sus contrapartes romanas. Fue así que Lug fue reemplazado por Mercurio, Belenus por Apolo, Taranis por Júpiter y así sucesivamente, en una práctica llamada interpretatio romana por Julio César, quien fue pionero en ella. Los dioses romanos también adquirieron los nombres de los dioses locales en la forma de epítetos; así, Marte fue venerado como Mars Caturix, Mercurio como Mercurius Cissonius y Júpiter como Jupiter Poeninus en honor al dios de los Alpes Peninos.
Al volverse cada vez más populares las religiones orientales en la era tardía del Imperio —a diferencia de los cultos romanos tradicionales, prometían recompensas en la vida después de la muerte—, se terminaron infiltrando en la Galia. Se han hallado objetos relacionados con el culto de dioses como Isis, Osiris, Serapis, Cibeles, Serapios o Mitra en todos los asentamientos romanos en Suiza.
El gran significado de la religión en la cultura de la Suiza romana queda en evidencia con el imponente tamaño y la localización céntrica de los templos romanos en las ciudades, así como por el gran número de objetos religiosos encontrados por los arqueólogos. Al igual que en el resto del imperio, el culto imperial era practicado en Suiza; contaba con un templo particularmente prominente en el centro del foro de Nyon.

#### Cristianismo
Las primeras evidencias claras de la existencia de comunidades cristianas en Suiza datan de 313, cuando la religión empezó a ser tolerada oficialmente con el Edicto de Milán. Sin embargo, es una certeza que, como en la Galia, la fe cristiana ya contaba con algunos seguidores desde antes de ese año.
El primer obispo en Suiza pudo ser Justiniano, obispo de los rauracianos, en 340 —su historicidad no es segura— o bien Teodoro de Sion, obispo de Octodurus, en 381 o antes. Los primeros edificios dedicados a la religión cristiana se remontan al siglo IV; se encuentran en Ginebra, Coira y San Mauricio, y son célebres por la leyenda de la Legión Tebana.

## Decaimiento de la civilización romana en Suiza

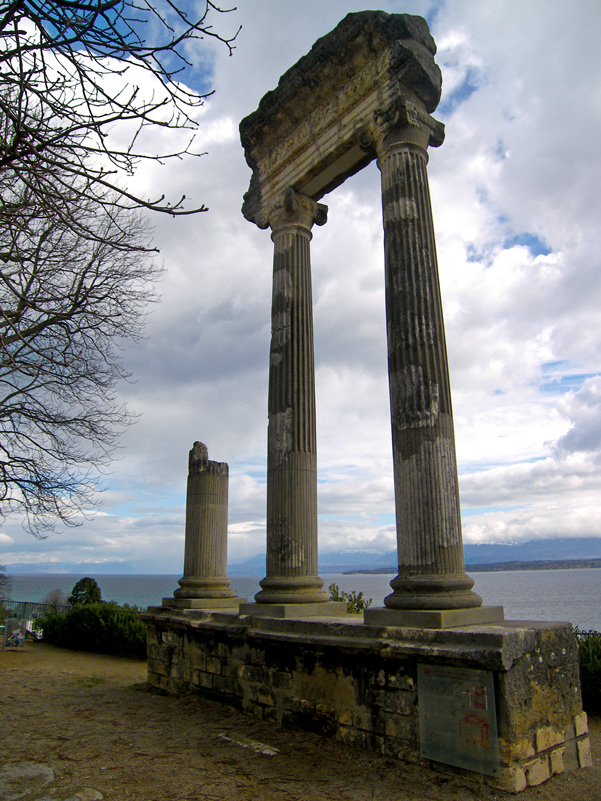
Restos de la colonia de Nyon a orillas del lago Lemán.

### La catástrofe de 260
El orden y la prosperidad que la paz romana habían traído a Suiza terminaron, al igual que en el resto del imperio, con la crisis del siglo III. En 260, cuando el imperio galo se secesionó brevemente de Roma, el emperador Galieno retiró a sus legiones del Rin para combatir al usurpador Ingenuo, lo que permitió que los belicosos alamanes accedieran a la meseta suiza. Ahí, las ciudades, aldeas y la mayoría de las villas fueron atacadas y saquedas por bandas de merodeadores. Los numerosos escondites de monedas del período entre 250 y 280 que se han encontrado dan fe de la severidad de la crisis. Solamente el Valais, protegido por cadenas montañosas, pudo escapar de estas incursiones.

### Zonas fronterizas

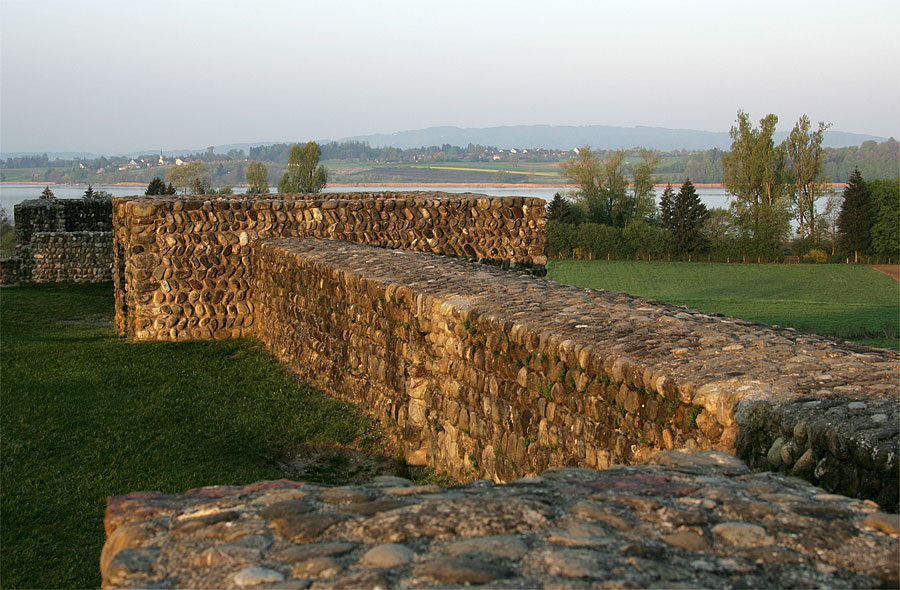
El castrum de Irgenhausen.

Al contraerse los límites del imperio hasta el Rin, Suiza se convirtió de nuevo en zona fronteriza. Sus defensas fueron reforzadas, especialmente bajo los gobiernos de Diocleciano y Constantino I, cuando se reconstruyeron los caminos y se edificaron castra (fortalezas). Se construyeron numerosas fortificaciones a lo largo de la frontera del Rin y más al sur, ofreciendo una cierta defensa en profundidad. Las fortalezas fronterizas se completaron bajo el gobierno de Valentiniano I en 371, quien estableció una serie de torres de vigilancia a lo largo del Rin desde el lago de Constanza hasta Basilea, con una distancia máxima de 2 kilómetros entre cada torre.
Pero aún estos esfuerzos no pudieron restaurar la paz y el orden en Suiza, y numerosos asentamientos fueron abandonados al huir sus habitantes hacia el sur a lugares más seguros. La cultura urbana se esfumó al quedar permanentemente abandonadas durante el siglo IV las ciudades de Nyon y Augusta Raurica, y usarse los materiales de sus ruinas para fortificar a Ginebra y Basilea. Aventicum nunca se recuperó de sus saqueos: Amiano Marcelino destacó alrededor del año 360 que «la ciudad fue alguna vez muy ilustre, como lo muestran sus edificaciones medio en ruinas».

### Transición hacia la Edad Media

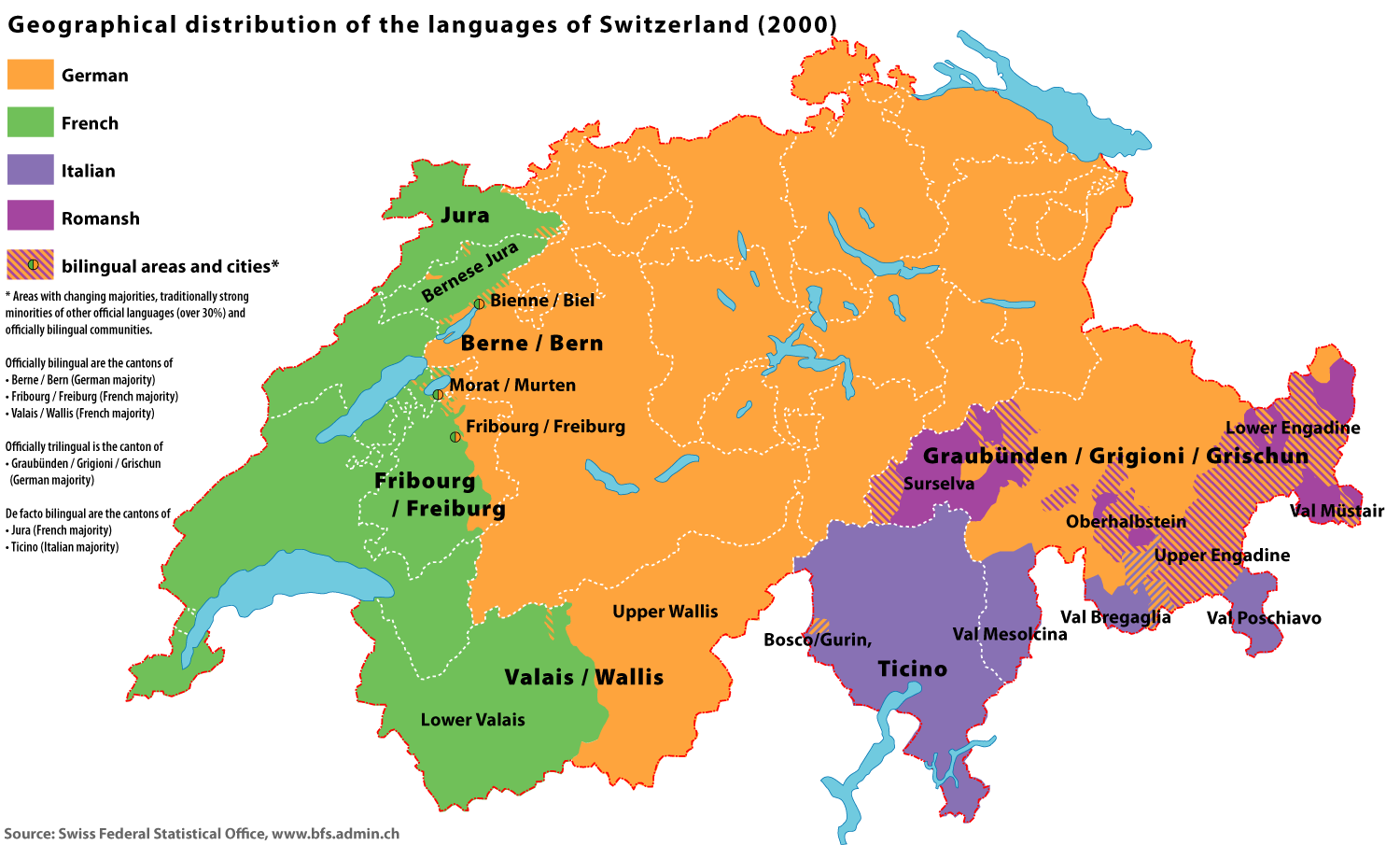
La división post-romana de Suiza entre los burgundios y los alamanes se sigue reflejando hoy en día en la distribución de los idiomas de Suiza.

Tradicionalmente, se considera que la era romana de Suiza concluyó en 401, cuando Estilicón retiró a todas las tropas del Rin. Esto abrió el paso para la subsecuente y aparentemente no violenta toma de posesión de Suiza occidental por parte de los burgundios —colocados ahí por Aecio en 443 para servir como escudo contra los invasores hunos— y de Suiza septentrional y central por los alamanes. Estos asentamientos establecieron la división cultural y lingüística más importante que existe en la Suiza moderna: las áreas burgundias se convertirían en la francófona Romandía, mientras que la población en la mitad oriental todavía habla variantes del alemánico.
Recia mantuvo sus tradiciones romanas más tiempo que el resto de Suiza, pero en su mayor parte terminó siendo asimilada también, dejando solamente un pequeño territorio donde se sigue hablando un dialecto del latín vulgar, el romanche. El asesinato de Aecio en 454 y la subsecuente retirada de las fuerzas romanas hacia el sur de los Alpes marcaron el fin definitivo del dominio romano en Suiza, y el comienzo de la transición hacia la Edad Media.